# 九龍巴士5C線
九龍巴士5C線是一條九龍市區巴士路線，來往慈雲山（中）及尖沙咀碼頭。
九龍巴士5P線是5C的輔助特快班次，來往慈雲山（中）和尖沙咀碼頭，途經蒲崗村道及馬頭圍道，只於平日上、下午繁忙時間服務。

## 歷史
- 1972年5月1日：5C線開辦，當時是來往南慈雲山及尖沙咀碼頭，主要是疏導3B線的龐大客量（本線在彩虹道至紅磡的一段行車路線與3B完全相同）。
- 1976年4月15日：繞經紅磡站，提供鐵路接駁服務。
- 1997年11月9日：南慈雲山總站更名為慈雲山（南）。
- 1999年1月27日：本線增設空調服務。
- 2000年6月12日：隨著兩軸非空調巴士大量退役，全線改以空調巴士行走。
- 2000年12月31日：本線總站延長至慈雲山（中）。
- 2003年2月10日：為方便改用較高客量的11米雙層空調巴士，往慈雲山方向，到達紅磡站安運道後，改經暢運道、都會道、紅荔道、紅磡南道、紅菱街及暢通道後才駛入機利士南路。
- 2012年9月17日：5P線投入服務。同日5C線調整班次。[1][2]
- 2014年5月26日：5P線開辦黃昏回程班次。[3]
- 2015年12月31日：增設到站時間預報。[4]
- 2016年8月8日：5X線開辦，只於星期一至五上、下午繁忙時間分別提供去、回程服務。[5][6]
- 2018年3月12日：星期一至五09:00前往慈雲山（中）方向的班次於停靠慈安苑後直接駛入總站，並取消慈雲山道「慈正邨正暉樓」巴士站[7]。
- 2019年8月3日：隨著彩虹道遊樂場附近道路工程完成，該路線往太子道東方向恢復停「彩虹道遊樂場」站，不停「衍慶街」站。[8]
- 2022年3月4日：因2019冠狀病毒病疫情，5P及5X線暫時停駛，直至4月21日。[9]
- 2023年8月14日：5P線往慈雲山的班次減至五班[10]。
- 2024年9月23日：5X線取消服務，由5P線往尖沙咀碼頭方向繞經鳳凰新村及增加往尖沙咀碼頭方向的班次取代。
- 2025年7月28日：5C線每日由慈雲山（中）開出之頭班車時間由05:30提早至05:25;5P線由慈雲山（中）及尖沙咀碼頭開出班次分別增至六班及七班。

## 服務時間及班次
5C常規班次
| 慈雲山（中）開   | 慈雲山（中）開 | 慈雲山（中）開 | 尖沙咀碼頭開     | 尖沙咀碼頭開 | 尖沙咀碼頭開 |  |
| 日期             | 服務時間       | 班次（分鐘）   | 日期             | 服務時間     | 班次（分鐘） |  |
| ---------------- | -------------- | -------------- | ---------------- | ------------ | ------------ |  |
| 星期一至五       | 05:30-06:20    | 10             | 星期一至五       | 06:20-07:30  | 14           |  |
| 星期一至五       | 06:20-07:00    | 8              | 星期一至五       | 07:30-08:00  | 15           |  |
| 星期一至五       | 07:00-07:24    | 6              | 星期一至五       | 08:00-09:00  | 12           |  |
| 星期一至五       | 07:24-17:00    | 8              | 星期一至五       | 09:12-14:00  | 12           |  |
| 星期一至五       | 17:00-17:40    | 10             | 星期一至五       | 14:00-16:56  | 8            |  |
| 星期一至五       | 17:40-23:40    | 12             | 星期一至五       | 16:56-17:52  | 7            |  |
|                  |                |                | 星期一至五       | 17:52-19:40  | 12           |  |
| 19:40-21:00      | 8              |                | 星期一至五       |              |              |  |
| 21:00-23:06      | 9              |                | 星期一至五       |              |              |  |
| 23:06-00:30      | 12             |                | 星期一至五       |              |              |  |
| 星期六           | 05:30-06:30    | 10             | 星期六           | 06:20-11:20  | 12           |  |
| 星期六           | 06:30-14:30    | 8              | 星期六           | 11:20-12:00  | 10           |  |
| 星期六           | 14:30-17:48    | 9              | 星期六           | 12;00-19:20  | 8            |  |
| 星期六           | 17:48-18:28    | 10             | 星期六           | 19:20-21:00  | 10           |  |
| 星期六           | 18:28-21:40    | 12             | 星期六           | 21:00-23:00  | 8            |  |
| 星期六           | 21:40-23:40    | 15             | 星期六           | 23:00-23:30  | 10           |  |
|                  |                |                | 星期六           | 23:30-00:30  | 12           |  |
| 星期日及公眾假期 | 05:30-16:30    | 10             | 星期日及公眾假期 | 06:20-18:00  | 10           |  |
| 星期日及公眾假期 | 16:30-17:50    | 8              | 星期日及公眾假期 | 18:00-20:00  | 8            |  |
| 星期日及公眾假期 | 17:50-20:40    | 10             | 星期日及公眾假期 | 20:00-00:30  | 10           |  |
| 星期日及公眾假期 | 20:40-23:40    | 12             | 星期日及公眾假期 |              |              |  |

- 綠字班次不停慈正邨正暉樓

5C特別班次（毓華街 → 尖沙咀碼頭）
- 星期一至五：07:20、07:40

5P
- 星期一至五：
  - 慈雲山（中）開：07:15、07:25、07:35、07:45、08:00
  - 尖沙咀碼頭開：18:00、18:18、18:36、18:54、19:12、19:30

5C特別班次及5P線逢星期六、日及公眾假期不設服務

### 脫班
2012年，九巴被指出現「篤數」的情況，即是在總站前幾個巴士站派出一班巴士空車起載，然後沿原路線駛回總站，並當這班巴士為正常班次作計算，以避開運輸署對巴士班次的巡查，此情況被稱為「鬼車」。5C線為其中一條被發現有「鬼車」的路線，同時為香港各大傳媒所報道。
自從港鐵觀塘綫延綫通車後，九巴多次削減此路線班次，加上受到港鐵沙中線工程影響導致交通擠塞，令本線經常性嚴重脫班，九龍城區議會收到居民投訴指非繁忙時間等候超過20分鐘，有時甚至等候超過40分鐘才會有一班車。

## 收費
5C／5P
全程：$6.4
- 天主教伍華中學（5C）／王仲銘中學（5P）往慈雲山：$5.6

| - 本線設有12歲以下小童及65歲或以上長者半價優惠。 - 65歲或以上香港居民使用「樂悠咭」，以及12歲以下合資格殘疾兒童使用「殘疾人士身份」個人八達通繳付車資，均可享有每程$2.0或半價（以較低者為準）的票價優惠；12至64歲合資格殘疾人士使用「殘疾人士身份」個人八達通（包括「樂悠咭」），以及60至64歲香港居民使用「樂悠咭」繳付車資，均可享有每程$2.0或全費（以較低者為準）的票價優惠。 - 65歲或以上長者如使用長者或一般個人八達通繳付車資，則只可享有半價優惠；12至64歲合資格殘疾人士如不使用「殘疾人士身份」個人八達通，以及60至64歲人士如不使用「樂悠咭」繳付車資，必須繳付全費。 - 乘客可以現金或八達通於上車時付款，不設找續。 - 每位成人乘客可免費攜帶最多兩名4歲以下而不佔座位的兒童乘客乘車，超額之4歲以下小童必須繳付小童車費乘車。 - 持有「九巴月票」之乘客在車票有效期內，每日可享最多10程任何九龍巴士及龍運巴士路線（包括本路線，以及聯營路線的九龍巴士／龍運巴士提供的班次；惟乘搭機場「A」及「NA」線則可享原價二七折優惠（不會計算每天10次合資格車程））；而B1線則每日可享最多各2程（不會計算每天10次合資格車程）。 - 九龍巴士、城巴、龍運巴士及陽光巴士全職員工及家屬（不包括外判職員）可免費乘搭本路線，惟必須拍職員或職員家屬八達通。 - 乘客亦可透過多元化電子支付系統（e度嘟）繳付車資，包括使用非接觸式VISA卡、JCB卡、萬事達卡、銀聯卡、美國運通、大來國際、Discover Card、Apple Pay、Google Pay、Samsung Pay、AlipayHK「易乘碼」、支付寶、WeChatHK／微信支付「搭車碼」、銀聯雲閃付「乘車碼」及BOC Pay「乘車碼」。乘客使用此付款方式，使用此支付方式的乘客可享有中途下車之分段收費，以及與其他九巴／龍運獨營路線或聯營線九巴／龍運班次之轉乘優惠，惟不適用於與非九巴／龍運路線之轉乘優惠，亦不能享有「公共交通費用補貼計劃」及「長者及合資格殘疾人士公共交通票價優惠計劃」。 |

### 八達通轉乘優惠
於上車後150分鐘內轉乘3B線，或由3B線轉乘本線，可獲$4.2折扣優惠。
5C/P↔港鐵
- 5C/P任何方向 → 港鐵，次程可獲$1（成人）／$0.5（其他）折扣優惠，指定港鐵轉乘站為啟德站、何文田站及紅磡站
- 港鐵 → 5C/P任何方向，次程可獲$1（成人）／$0.5（其他）折扣優惠，指定港鐵轉乘站為啟德站、何文田站及紅磡站

## 使用車輛
現時5C線使用13輛Enviro500 MMC 12米（ATENU）及6輛富豪B9TL 12米（AVBWU）
| 車隊編號  | 車牌   |
| --------- | ------ |
| ATENU289  | ST5648 |
| ATENU310  | SU7768 |
| ATENU409  | TE3319 |
| ATENU511  | TK2540 |
| ATENU513  | TK3061 |
| ATENU522  | TK4426 |
| ATENU533  | TL1055 |
| ATENU566  | TL8464 |
| ATENU601  | TM8255 |
| ATENU719  | TR5585 |
| ATENU881  | TW8928 |
| ATENU1018 | UC4027 |
| ATENU1123 | UG8226 |
| AVBWU514  | UU5146 |
| AVBWU519  | UU7569 |
| AVBWU611  | UY3949 |
| AVBWU647  | UZ9874 |
| AVBWU666  | VB1552 |
| AVBWU731  | VE1537 |

5P線由5C線及116線抽調巴士行走。

## 行車路線
5C

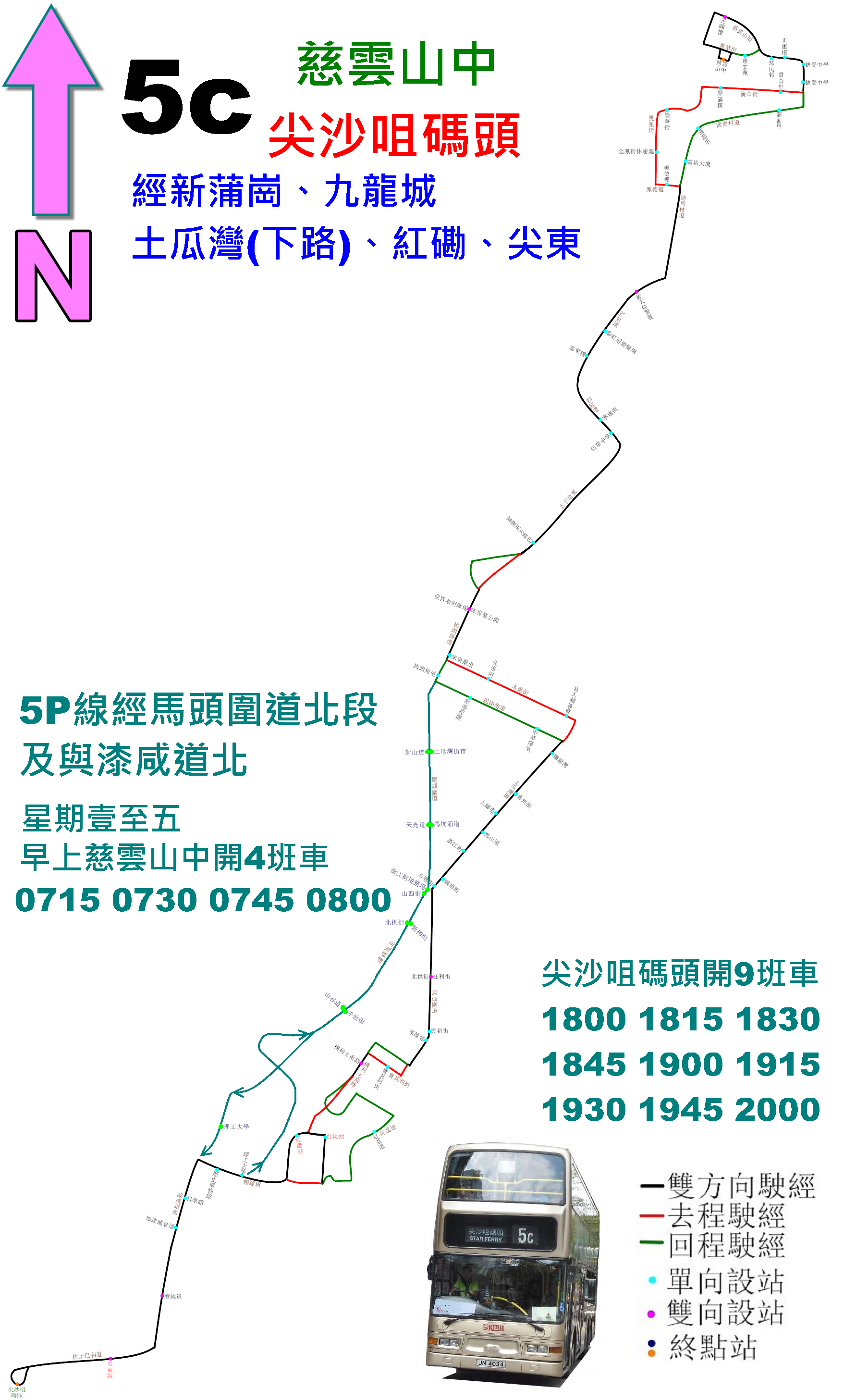
此線及5P線的走線圖，當中藍綠線表示5P的走線

慈雲山（中）開經：惠華街、雲華街、慈雲山道、毓華街、雲華街、崇華街、雙鳳街、鳳德道、蒲崗村道、彩虹道、太子道東、太子道西、馬頭涌道、木廠街、土瓜灣道、馬頭圍道、大沽街、寶其利街、機利士南路、暢運道、漆咸道南及梳士巴利道。
尖沙咀碼頭開經：梳士巴利道、漆咸道南、暢運道、安運道、暢運道、都會道、紅荔道、紅磡南道、紅菱街、暢通道、機利士南路、蕪湖街、馬頭圍道、土瓜灣道、馬頭角道、馬頭涌道、太子道西、太子道東、彩虹道、蒲崗村道、慈雲山道、惠華街、雲華街、慈雲山道及惠華街。
5P
慈雲山（中）開經：惠華街、雲華街、慈雲山道、毓華街、雲華街、崇華街、雙鳳街、鳳德道、蒲崗村道、彩虹道、太子道東、九龍城天橋、馬頭涌道、馬頭圍道、漆咸道北、漆咸道南及梳士巴利道。
尖沙咀碼頭開經：梳士巴利道、漆咸道南、暢運道、康泰徑、康莊道、漆咸道北、馬頭圍道、馬頭涌道、九龍城天橋、太子道東、彩虹道、蒲崗村道、慈雲山道、惠華街、雲華街、慈雲山道及惠華街。

### 沿線車站
5C
| 慈雲山（中）開 | 慈雲山（中）開                 | 慈雲山（中）開               | 尖沙咀碼頭開 | 尖沙咀碼頭開                     | 尖沙咀碼頭開                 |
| 序號           | 車站名稱                       | 位置                         | 序號         | 車站名稱                         | 位置                         |
| -------------- | ------------------------------ | ---------------------------- | ------------ | -------------------------------- | ---------------------------- |
| 1              | 慈雲山（中）巴士總站           | 慈雲山（中）巴士總站         | 1            | 尖沙咀碼頭巴士總站               | 尖沙咀天星碼頭公共運輸交匯處 |
| 2              | 慈正邨正暉樓                   | 慈雲山道                     | 2            | 尖東站                           | 梳士巴利道                   |
| 3              | 慈正邨正康樓                   | 慈雲山道                     | 3            | 麼地道                           | 漆咸道南                     |
| 4              | 德愛中學                       | 慈雲山道                     | 4            | 加連威老道                       | 漆咸道南                     |
| 5              | 貫華里                         | 毓華街                       | 5            | 香港理工大學                     | 暢運道                       |
| 6              | 慈樂邨樂滿樓                   | 毓華街                       | 6            | 紅磡站                           | 紅磡車站公共運輸交匯處       |
| 7              | 崇華街                         | 崇華街                       | 7            | 紅荔道                           | 紅荔道                       |
| 8              | 金鳳街休憩處                   | 雙鳳街                       | 8            | 機利士南路                       | 機利士南路                   |
| 9              | 美德樓                         | 鳳德道                       | 9            | 家維邨                           | 馬頭圍道                     |
| 10             | 黃大仙警署                     | 彩虹道                       | 10           | 北拱街                           | 馬頭圍道                     |
| 11             | 彩虹道遊樂場                   | 彩虹道                       | 11           | 石塘街                           | 馬頭圍道                     |
| 12             | 寧遠街                         | 彩虹道                       | 12           | 浙江街                           | 土瓜灣道                     |
| 13             | 九龍城轉車站－宋皇臺公園（C3） | 馬頭涌道                     | 13           | 上鄉道                           | 土瓜灣道                     |
| 14             | 宋皇臺道                       | 馬頭涌道                     | 14           | 中華煤氣公司                     | 馬頭角道                     |
| 15             | 北帝街                         | 木廠街                       | 15           | 欣榮花園                         | 馬頭角道                     |
| 16             | 香港盲人輔導會                 | 木廠街                       | 16           | 馬頭角道                         | 馬頭涌道                     |
| 17             | 翔龍灣                         | 土瓜灣道                     | 17           | 亞皆老街球場                     | 馬頭涌道                     |
| 18             | 貴州街                         | 土瓜灣道                     | 18           | 九龍城轉車站－富豪東方酒店（A2） | 太子道東                     |
| 19             | 落山道                         | 土瓜灣道                     | 19           | 天主教伍華中學                   | 彩虹道                       |
| 20             | 鴻福街                         | 土瓜灣道                     | 20           | 東頭邨泰東樓                     | 彩虹道                       |
| 21             | 庇利街                         | 馬頭圍道                     | 21           | 黃大仙警署                       | 彩虹道                       |
| 22             | 民裕街                         | 馬頭圍道                     | 22           | 富祐大廈                         | 蒲崗村道                     |
| 23             | 寶其利街                       | 寶其利街                     | 23           | 蒲慈里                           | 蒲崗村道                     |
| 24             | 機利士南路                     | 機利士南路                   | 24           | 蒲蘅里                           | 蒲崗村道                     |
| 25             | 紅磡站                         | 紅磡車站公共運輸交匯處       | 25           | 德愛中學                         | 慈雲山道                     |
| 26             | 香港歷史博物館                 | 暢運道                       | 26           | 慈民邨                           | 慈雲山道                     |
| 27             | 香港科學館                     | 漆咸道南                     | 27           | 慈安苑                           | 惠華街                       |
| 28             | 麼地道                         | 漆咸道南                     | *28          | 慈正邨正暉樓                     | 慈雲山道                     |
| 29             | 尖東站                         | 梳士巴利道                   | 29           | 慈雲山（中）巴士總站             | 慈雲山（中）巴士總站         |
| 30             | 尖沙咀碼頭巴士總站             | 尖沙咀天星碼頭公共運輸交匯處 |              |                                  |                              |

星期一至五9:00前的班次不停有 * 號之車站
5P
| 慈雲山（中）開 | 慈雲山（中）開                 | 慈雲山（中）開               | 尖沙咀碼頭開 | 尖沙咀碼頭開         | 尖沙咀碼頭開                 |
| 序號           | 車站名稱                       | 位置                         | 序號         | 車站名稱             | 位置                         |
| -------------- | ------------------------------ | ---------------------------- | ------------ | -------------------- | ---------------------------- |
| 1              | 慈雲山（中）巴士總站           | 慈雲山（中）巴士總站         | 1            | 尖沙咀碼頭巴士總站   | 尖沙咀天星碼頭公共運輸交匯處 |
| 2              | 慈正邨正暉樓                   | 慈雲山道                     | 2            | 尖東站               | 梳士巴利道                   |
| 3              | 慈正邨正康樓                   | 慈雲山道                     | 3            | 麼地道               | 漆咸道南                     |
| 4              | 德愛中學                       | 慈雲山道                     | 4            | 加連威老道           | 漆咸道南                     |
| 5              | 貫華里                         | 毓華街                       | 5            | 香港理工大學         | 暢運道                       |
| 6              | 慈樂邨樂滿樓                   | 毓華街                       | 6            | 山谷道               | 漆咸道北                     |
| 7              | 崇華街                         | 崇華街                       | 7            | 北拱街               | 漆咸道北                     |
| 8              | 金鳳街休憩處                   | 雙鳳街                       | 8            | 落山道               | 馬頭圍道                     |
| 9              | 美德樓                         | 鳳德道                       | 9            | 上鄉道               | 馬頭圍道                     |
| 10             | 黃大仙警署                     | 彩虹道                       | 10           | 新山道               | 馬頭圍道                     |
| 11             | 彩虹道遊樂場                   | 彩虹道                       | 11           | 王仲銘中學           | 彩虹道                       |
| 12             | 寧遠街                         | 彩虹道                       | 12           | 東頭邨泰東樓         | 彩虹道                       |
| 13             | 九龍城轉車站－宋皇臺公園（C3） | 馬頭涌道                     | 13           | 黃大仙警署           | 彩虹道                       |
| 14             | 宋皇臺道                       | 馬頭涌道                     | 14           | 富祐大廈             | 蒲崗村道                     |
| 15             | 馬坑涌道                       | 馬頭圍道                     | 15           | 蒲慈里               | 蒲崗村道                     |
| 16             | 土瓜灣街市                     | 馬頭圍道                     | 16           | 蒲蘅里               | 蒲崗村道                     |
| 17             | 浙江街遊樂場                   | 漆咸道北                     | 17           | 德愛中學             | 慈雲山道                     |
| 18             | 新柳街                         | 漆咸道北                     | 18           | 慈民邨               | 慈雲山道                     |
| 19             | 平治街                         | 漆咸道北                     | 19           | 慈安苑               | 惠華街                       |
| 20             | 香港理工大學                   | 漆咸道南                     | 20           | 慈正邨正暉樓         | 慈雲山道                     |
| 21             | 香港科學館                     | 漆咸道南                     | 21           | 慈雲山（中）巴士總站 | 慈雲山（中）巴士總站         |
| 22             | 麼地道                         | 漆咸道南                     |              |                      |                              |
| 23             | 香港文化中心                   | 梳士巴利道                   |              |                      |                              |
| 24             | 尖沙咀碼頭巴士總站             | 尖沙咀天星碼頭公共運輸交匯處 |              |                      |                              |

## 更多
關於5C線的愛好者資料，如車牌資料、主觀性客量描述，請查閲 香港巴士大典上的相关条目：九巴5C線。

關於5P線的愛好者資料，如車牌資料、主觀性客量描述，請查閲 香港巴士大典上的相关条目：九巴5P線。

## 外部連結
- 九巴5C線官方路線資料 （页面存档备份，存于）
- i-busnet.com--九巴5C號路線KMB Rt. 5C （页面存档备份，存于）
- 九巴5P線官方路線資料
- i-busnet.com--九巴5P號路線KMB Rt. 5P （页面存档备份，存于）
- 香港獨立媒體 （页面存档备份，存于）